# Quezaltepeque (Guatemala)
Quezaltepeque è un comune del Guatemala facente parte del dipartimento di Chiquimula.